# Пяжиева Сельга (станция)
Пя́жиева Се́льга (фин. Pädžynselkä, Päšinselkä) — промежуточная железнодорожная станция Октябрьской железной дороги на 361,14 км Мурманской железной дороги.

## Общие сведения
Станция расположена в посёлке Пяжиева Сельга Деревянкского сельского поселения Прионежского района Республики Карелия. К станции примыкают два двухпутных перегона с односторонней автоблокировкой: Пяжиева Сельга — Ладва в нечётном направлении и Пяжиева Сельга — Деревянка в чётном направлении. На станции уложены новые посадочные платформы, отделанные тротуарной плиткой. На станции имеются два подъездных пути: северный и южный. Два клиента — ООО «Карелприродресурс» и ООО «Железная Гора».

## Пассажирское сообщение
По станции проходит ежедневно одна пара электропоездов сообщением «Свирь — Петрозаводск-Пасс. — Свирь», а также пассажирский поезд № 011/012 «Петрозаводск — Санкт-Петербург — Петрозаводск». Также с 8 июня 2025 года через станцию проходит электричка «Кондопога — Ладва».